# Lista över Skottlands grevskap och regioner
| Grevskap fram till 1890 | Grevskap 1889–1975       | Regioner 1975–1996 |
| Grevskap fram till 1890 | Grevskap 1889–1975       | Regioner 1975–1996 |
| Regioner från 1996      | Ståthållarskap från 1975 |                    |
| Kommuner från 1996      | Ståthållarskap från 1975 |                    |

Detta är en lista över grevskap, regioner och kommuner i Skottland. Listan är i huvudsak ordnad från söder till norr. Grevskapen blev enheter för lokalt självstyre 1890. Fyra städer, Edinburgh (1890), Glasgow (1893), Dundee (1894) och Aberdeen (1900) blev successivt under en tioårsperiod stadsgrevskap (counties of cities), vilket innebar att de stod helt utanför landstingen. Dessa fyra städer var också de där borgmästaren (Lord Provost) sedan länge hade fungerat som lordlöjtnant, oberoende av lordlöjtnanten för grevskapet som staden låg i. De är markerade med kursivt i tabellen. Från 1930 började landstingen i Perthshire och Kinross-shire, respektive Moray och Nairnshire, sammanträda tillsammans i många frågor.
Grevskapen ersattes som enheter för lokalt självstyre av regioner 1975, som i sin tur ersattes av kommuner (council areas) 1996. Det finns också flera andra indelningar av Skottland. Områden för polis och räddningstjänst bygger i huvudsak på 1975 års regioner, medan ståthållarskap (lieutenancy areas, områden med gemensam lordlöjtnant) och fastighetsregistergrevskap (registration counties) i huvudsak sammanfaller med grevskapen. Ståthållarskapen, som upprättades samtidigt som regionerna, finns med som referens.
Listan visar större överföringar av områden mellan enheterna, men notera att gränserna inte alltid sammanfaller, även för enheter med samma namn. De områden som är numrerade på kartorna har motsvarande nummer inom parentes efter namnet.
| –1890                       | 1890–1975                                                  | 1975–1996                                                 | 1996–                                                        | Ståthållarskap (1975–)                                 |
| --------------------------- | ---------------------------------------------------------- | --------------------------------------------------------- | ------------------------------------------------------------ | ------------------------------------------------------ |
| Dumfriesshire (27)          | Dumfriesshire (29)                                         | Dumfries and Galloway (2)                                 | Dumfries and Galloway (28)                                   | Dumfries (10)                                          |
| Kirkcudbrightshire (28)     | Kirkcudbrightshire (30)                                    | Dumfries and Galloway (2)                                 | Dumfries and Galloway (28)                                   | Stewartry of Kirkcudbright (29)                        |
| Wigtownshire (29)           | Wigtownshire (31)                                          | Dumfries and Galloway (2)                                 | Dumfries and Galloway (28)                                   | Wigtown (33)                                           |
| Peeblesshire (32)           | Peeblesshire (25)                                          | Borders (3)                                               | Scottish Borders (30)                                        | Tweeddale (30)                                         |
| Selkirkshire (31)           | Selkirkshire (26)                                          | Borders (3)                                               | Scottish Borders (30)                                        | Roxburgh, Ettrick and Lauderdale (26)                  |
| Roxburghshire (26)          | Roxburghshire (28)                                         | Borders (3)                                               | Scottish Borders (30)                                        | Roxburgh, Ettrick and Lauderdale (26)                  |
| Berwickshire (25)           | Berwickshire (27)                                          | Borders (3)                                               | Scottish Borders (30)                                        | Berwickshire (7)                                       |
| Ayrshire (15)               | Ayrshire (14)                                              | Strathclyde (1)                                           | North Ayrshire (25), East Ayrshire (26), South Ayrshire (27) | Ayrshire and Arran (5)                                 |
| Bute (14)                   | Bute (13)                                                  | Strathclyde (1)                                           | North Ayrshire (25), East Ayrshire (26), South Ayrshire (27) | Ayrshire and Arran (5)                                 |
| Bute (14)                   | Bute (13)                                                  | Strathclyde (1)                                           | Argyll and Bute (22)                                         | Argyll and Bute (4)                                    |
| Argyll (13)                 | Argyll (12)                                                | Strathclyde (1)                                           | Argyll and Bute (22)                                         | Argyll and Bute (4)                                    |
| Renfrewshire (16)           | Renfrewshire (15)                                          | Strathclyde (1)                                           | Renfrewshire (2), East Renfrewshire (6), Inverclyde (1)      | Renfrewshire (24)                                      |
| Dumbartonshire (17)         | Dunbartonshire (16) (Dumbartonshire före 1900)             | Strathclyde (1)                                           | East Dunbartonshire (4), West Dunbartonshire (3)             | Dunbartonshire (11)                                    |
| Lanarkshire (30)            | Lanarkshire (24), Glasgow                                  | Strathclyde (1)                                           | North Lanarkshire (7), South Lanarkshire (29)                | Lanarkshire (19)                                       |
| Lanarkshire (30)            | Lanarkshire (24), Glasgow                                  | Strathclyde (1)                                           | Glasgow (5)                                                  | Glasgow (16)                                           |
| Haddingtonshire (24)        | East Lothian (21) (Haddingtonshire före 1921)              | Lothian (4)                                               | East Lothian (12)                                            | East Lothian (13)                                      |
| County of Edinburgh (23)    | Midlothian (22) (County of Edinburgh före 1921), Edinburgh | Lothian (4)                                               | Midlothian (11)                                              | Midlothian (20)                                        |
| County of Edinburgh (23)    | Midlothian (22) (County of Edinburgh före 1921), Edinburgh | Lothian (4)                                               | Edinburgh (10)                                               | Edinburgh (14)                                         |
| Linlithgowshire (22)        | West Lothian (23) (Linlithgowshire före 1921)              | Lothian (4)                                               | West Lothian (9)                                             | West Lothian (31)                                      |
| Stirlingshire (18)          | Stirlingshire (17)                                         | Central (5) (även delar från Perthshire och West Lothian) | Stirling (24), Falkirk (8)                                   | Stirling and Falkirk (27)                              |
| Clackmannanshire (19)       | Clackmannanshire (18)                                      | Central (5) (även delar från Perthshire och West Lothian) | Clackmannanshire (13)                                        | Clackmannanshire (9)                                   |
| Fife (21)                   | Fife (20)                                                  | Fife (6)                                                  | Fife (14)                                                    | Fife (15)                                              |
| Perthshire (12)             | Perthshire (11)                                            | Tayside (7)                                               | Perth and Kinross (23)                                       | Perth and Kinross (23)                                 |
| Kinross-shire (20)          | Kinross-shire (19)                                         | Tayside (7)                                               | Perth and Kinross (23)                                       | Perth and Kinross (23)                                 |
| Forfarshire (11)            | Angus (10) (Forfarshire före 1928), Dundee                 | Tayside (7)                                               | Angus (16)                                                   | Angus (3)                                              |
| Forfarshire (11)            | Angus (10) (Forfarshire före 1928), Dundee                 | Tayside (7)                                               | Dundee (15)                                                  | Dundee (12)                                            |
| Kincardineshire (10)        | Kincardineshire (9)                                        | Grampian (8)                                              | Aberdeenshire (17) (även delar från Banffshire)              | Kincardineshire (18)                                   |
| Aberdeenshire (9)           | Aberdeenshire (8), Aberdeen                                | Grampian (8)                                              | Aberdeenshire (17) (även delar från Banffshire)              | Aberdeenshire (2)                                      |
| Aberdeenshire (9)           | Aberdeenshire (8), Aberdeen                                | Grampian (8)                                              | Aberdeen (18)                                                | Aberdeen (1)                                           |
| Banffshire (8)              | Banffshire (7)                                             | Grampian (8)                                              | Moray (19)                                                   | Banffshire (6)                                         |
| Elginshire (7)              | Moray (6)                                                  | Grampian (8)                                              | Moray (19)                                                   | Moray (21)                                             |
| Nairnshire (6)              | Nairnshire (5)                                             | Highland Region (9)                                       | Highland (20)                                                | Nairn (22)                                             |
| Inverness-shire (5)         | Inverness-shire (4)                                        | Highland Region (9)                                       | Highland (20)                                                | Inverness-shire (25) (delar även till Western Isles)   |
| Ross (3)                    | Ross and Cromarty (3)                                      | Highland Region (9)                                       | Highland (20)                                                | Ross and Cromarty (25) (delar även till Western Isles) |
| Cromartyshire (4)           | Ross and Cromarty (3)                                      | Highland Region (9)                                       | Highland (20)                                                | Ross and Cromarty (25) (delar även till Western Isles) |
| Sutherland (2)              | Sutherland (2)                                             | Highland Region (9)                                       | Highland (20)                                                | Sutherland (28)                                        |
| Caithness (1)               | Caithness (1)                                              | Highland Region (9)                                       | Highland (20)                                                | Caithness (8)                                          |
| se Inverness-shire och Ross | se Inverness-shire och Ross and Cromarty                   | Western Isles (10)                                        | Yttre Hebriderna (21)                                        | Yttre Hebriderna (32) (Western Isles före 1997)        |
| Orkneyöarna                 | Orkneyöarna                                                | Orkneyöarna                                               | Orkneyöarna                                                  | Orkneyöarna                                            |
| Shetlandsöarna              | Shetlandsöarna                                             | Shetlandsöarna                                            | Shetlandsöarna                                               | Shetlandsöarna                                         |